# Boratabenzen

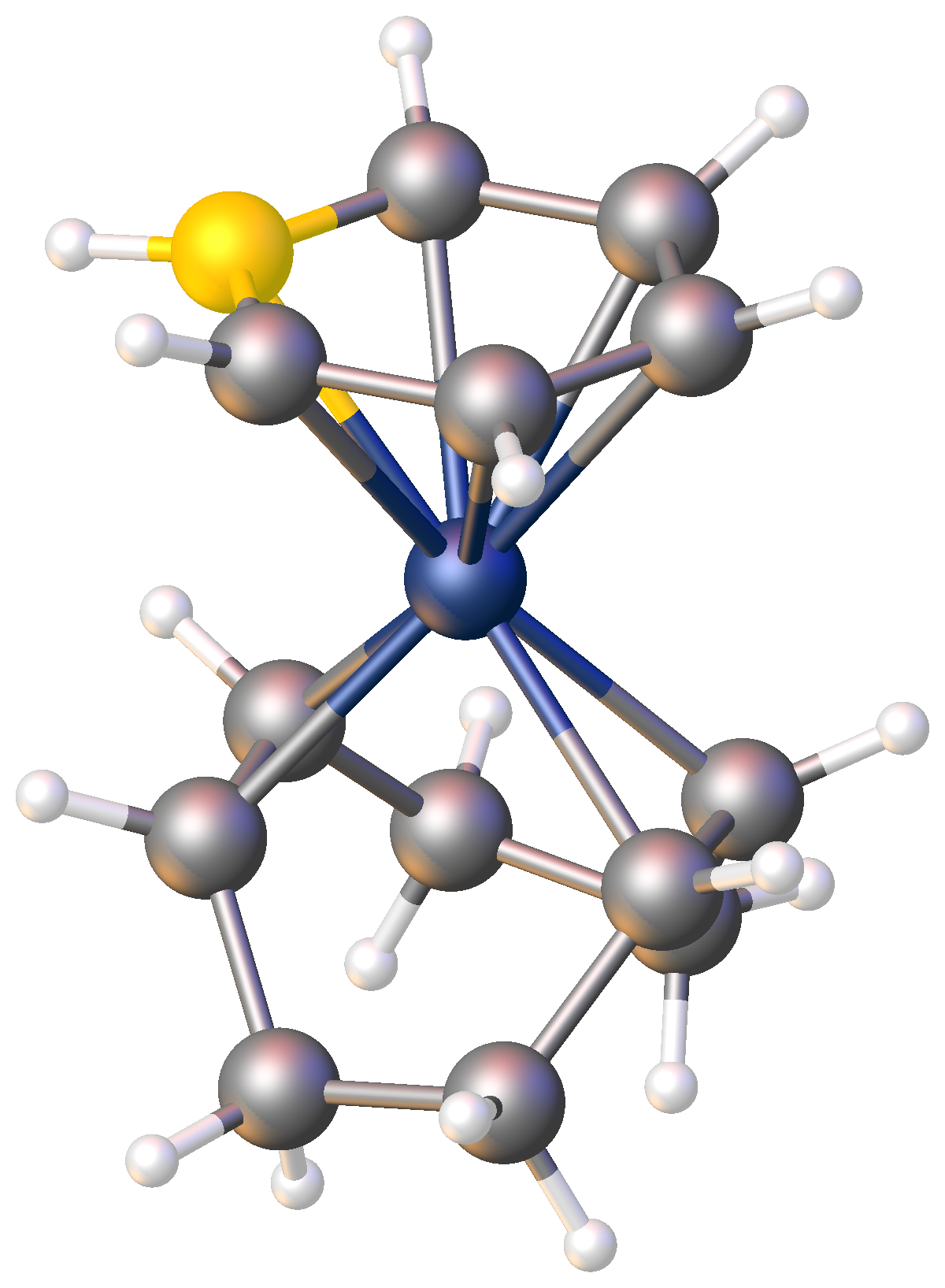
Struktura Rh(C_{8}H_{12})(η^{6}-C_{5}H_{5}BH)

Boratabenzen je heterocyklický anion se vzorcem [C5H5BH]−. Jeho deriváty se používají jako ligandy, jsou podobné cyklopentadienylovým iontům; například byly popsány sendvičové a polosendvičové komplexy s přechodnými kovy. Elektronově podobné jsou adukty borabenzenu. Adukt C5H5B.pyridin má podobné vlastnosti jako boratabenzenový anion, chová se jako sloučenina o struktuře C5H5B−-N+C5H5.